# Mabayi
Mabayi è un comune del Burundi situato nella provincia di Cibitoke con 66.367 abitanti (censimento 2008).

## Geografia antropica

### Suddivisioni amministrative
Il comune è suddiviso in 22 colline.